# Joseph Hellmesberger
Joseph Hellmesberger Sr. (Viena (Àustria), 3 de novembre, 1828 - idem. 24 d'octubre, 1893) va ser un violinista, director i compositor austríac de l'època romàntica.

## Biografia
Nascut com el segon fill de Georg Hellmesberger (senior), que era un excel·lent violinista i professor, Joseph va rebre d'ell una sòlida educació musical.
Als 17 anys va fer les seves primeres aparicions com a solista com a solista amb l'Orquestra de l'Òpera de la Corte i va emprendre "viatges artístics" a Alemanya i Londres amb el seu pare i el seu germà petit Georg Hellmesberger (fill). El 1849, amb 21 anys, va fundar un quartet de corda, del qual va ser membre fins al 1887 i així va tenir un paper formador en la tradició de la música de cambra vienesa, succeint al Schuppanzigh Quartet. (Per obtenir detalls de les activitats del seu quartet, que només s'esmenten breument a continuació, vegeu l'article Hellmesberger Quartet.)
Tot just un any després de la fundació del quartet, Joseph Hellmesberger sen. (1850) ja va ser nomenat director artístic de la "Gesellschaft der Musikfreunde" i al mateix temps cap del conservatori annex, la primera escola d'art d'Àustria. Tenia l'esperança que l'institut i les seves activitats s'impedissin de continuar existint amb seguretat i d'un nou ascens després de les turbulències arran de la revolució de 1848, que va amenaçar seriosament la seva existència.
Amb una ambició juvenil i uns nivells artístics elevats, Hellmesberger va intentar per primera vegada donar una nova vida als concerts de la societat quatre cops a l'any, que el seu pare havia dirigit de vegades abans. Va substituir els propis "músics diletants" del club a l'orquestra, que bàsicament estava formada per membres de l'orquestra d'òpera de la cort, per professionals. I amb compromís i perseverança va dissenyar programes contemporanis en els quals finalment es van tenir en compte els compositors contemporanis. Però la manca d'experiència, les barreres financeres i l'excés de treball van enfosquir el seu èxit. Després de la reobertura del conservatori (1851) també havia acceptat una càtedra de violí, que havia quedat vacant arran de la marxa de Joseph Böhm i Leopold Jansa. Per cert, això era paral·lel al seu pare, que feia uns trenta anys que feia classes aquí, gairebé vint com a professor titular.
Un altre honor es va donar a Joseph Hellmesberger sen. amb amb el seu nomenament el 1855 com a membre del jurat d'instruments musicals a l'Exposició Universal de París.
Quan es van dividir les agendes el 1859 per rellevar-lo a la "Gesellschaft der Musikfreunde", va romandre al capdavant del conservatori (que va mantenir fins poc abans de la seva mort), mentre que Johann von Herbeck es va fer càrrec dels concerts de la societat.
Però a més de la funció de primer violí al quartet i la posició de direcció i professorat al conservatori, també va assumir funcions com a músic i director d'orquestra. 1860 Joseph Hellmesberger sen. Nomenat concertino de l'orquestra d'òpera de la cort i el 1863 primer violinista de l'orquestra de la cort imperial. El 1870 va assumir temporalment la direcció del club de cant de la" Gesellschaft der Musikfreunde", va ser ascendit a vicedirector musical de la cort el 1876 i finalment el 1877 (després de la mort d'Herbeck) a director musical de la cort. Per contrarestar la renovada sobrecàrrega provocada per l'acumulació de càrrecs, ara retorna la seva càtedra de violí.
A mitjans de la dècada de 1880, Hellmesberger sen. finalment també va formar part del consell de redacció d'una edició completa de les obres de Schubert i va ser responsable dels quartets de corda.
La seva carrera com a músic instrumental va acabar l'any 1887/1888 quan una malaltia crònica de la mà el va obligar a abandonar lentament el violí. Tanmateix, va mantenir les seves funcions com a director del conservatori i director de l'orquestra de la cort fins poc abans de la seva mort. Això el va superar l'any 1893 als 63 anys com a conseqüència d'una pneumònia.
La seva tomba honorífica es troba al Hietzinger Friedhof (grup 15, número 4 D). El 1894, la Hellmesbergergasse de Viena-Penzing (districte 14) va rebre el seu nom.

## Família
La filla de Hellmesberger, Maria (1867–1940) va ser actriu. Amb el seu matrimoni amb l'actor de teatre Fritz Herz, es va convertir en el seu sogre.

## Significat
Si hom intenta entendre el significat de Joseph Hellmesberger sen. en les seves diverses àrees d'activitat musical (solista, primarius, director de concerts de la societat, cap del conservatori, professor de violí, concertista, director, compositor), és difícil fer-li justícia.
Solista/Primària

Va ser un excel·lent violinista, les qualitats individuals del qual van ser reiteradament remarcades per la crítica contemporània, tant com a solista a l'orquestra com encara més com a líder del seu quartet.
| « | "El seu gran to i la seva entrega igualment enèrgica i delicada es fan sentir de la manera més avantatjosa en el joc de quartet, i encara que l'element virtuós aparegui aquí i allà, tot i així succeeix d'una manera tan elegant i discreta que no hi ha objeccions. La seva "interpretació fina, sensible, de vegades coquetament polida, però sempre elegant i encantadora", | » |

com el va caracteritzar l'important crític musical Eduard Hanslick, va ser d'importància formativa.

En la comparació sovint desafiada amb el brillant Joseph Joachim, que només era uns quants anys més jove que ell i amb qui ja havia actuat junts en un "Wunderkinder-Quartett" durant el breu aprenentatge amb el seu pare, Hellmesberger normalment es quedava endarrerit en la valoració general. Però quan es tractava dels detalls, fins i tot Hanslick va saber destacar els seus avantatges una vegada i una altra. Per exemple, a la primavera de 1861 amb motiu d'una ressenya dels primers concerts de Joachim des que va deixar Viena:
| « | "Aquesta grandesa senzilla i sense adorns ens sembla la jugada més destacada del joc de Joachim. No amaguem el fet que en fer-ho té un efecte més subtil i més directe. (...) Més d'un passatge de Beethoven ens hauria tocat el cor més directament amb la naturalesa fina i irritable d'Hellmesberger que amb la serietat indomable i romana de Joachim. L'actuació dels dos es comporta gairebé com masculí i femení, o per utilitzar una imatge musical, com els tons cromàtics i diatònics." | » |

Hellmesberger presumiblement té el més significatiu dels seus diversos papers musicals com a "rei del quartet per la gràcia de Déu", com Max Kalbeck el va descriure sovint. A més de les qualitats en la tècnica, el conjunt i la interpretació, va fer contribucions duradores al desenvolupament de la cultura de la música de cambra a Viena, especialment en el desenvolupament i l'establiment de noves obres per al repertori.

## Cap del conservatori
Com a director del conservatori, Joseph Hellmesberger sen. enfrontat a una discussió sobre la tasca bàsica de l'institut (formació bàsica àmplia o limitada de primer nivell) durant molt de temps. Sense un canvi clar d'enfocament, es va ampliar l'oferta formativa i es van prendre mesures de millora de la qualitat (p. ex. ampliant la durada dels estudis, introduint un numerus clausus per a determinades assignatures, etc.). En els més de 40 anys sota el seu lideratge, l'institut va experimentar un creixement considerable; el nombre d'estudiants s'ha multiplicat (d'uns 100 a uns 1.000) fins a una deu vegades més o menys a causa de l'ampliació de l'oferta de cursos de formació.
professor de violí
En el càrrec de pedagog, Hellmesberger va continuar la tradició de la nova escola de violí vienesa, fundada per Joseph Böhm com a primer professor de violí del conservatori. Es tracta més d'una continuïtat del professorat formatiu que d'una tradició de característiques tècniques o interpretatives. Entre els seus estudiants hi havia Leopold Auer, Josef Bayer, Adolf Brodsky, Hermann Graedener, August Lanner, Leopold Leopoldi, Josef Maxintsak, Karl Mühlberger, Arthur Nikisch, Eduard Rappoldi, Franz Strebinger i altres. També provenien de la seva classe els germans Johann i Josef Schrammel.
mestre de concerts
Com a líder des de fa molt temps del seu quartet, Hellmesberger va trobar ràpidament el paper de concertista de l'Òpera de la Corte de Viena i, evidentment, es va demostrar molt bé. Així ho demostra un informe segons el qual es va aixecar en un concert d'orquestra dirigit per Richard Wagner, que amenaçava amb "escapar", i "va mostrar als músics el ritme i el ritme amb energia, restaurant l'ordre".
director d'orquestra

De jove (1851-1859), Hellmesberger havia prestat serveis per a la professionalització dels concerts de la societat confiant en músics professionals i dotant els programes d'un nou esperit artístic (unitat estètica, obres de compositors vius). Com a director dels concerts no va desenvolupar un perfil diferent durant aquesta fase, i quan va comparar el seu període de direcció amb el d'Herbeck, Hanslick va trobar:
| « | "Artísticament, es relacionen entre ells gairebé com una promesa i un compliment". | » |

Quan va ser elegit director dels Concerts Filharmònics després de la marxa de Carl Eckert el 1860, Hellmesberger va ser vist com un candidat prometedor. Les discrepàncies prèvies entre els amants de la música i l'orquestra d'òpera de la cort van ser probablement les responsables del fet que el nord-alemany Otto Dessoff fos preferit a l'heroi local (decebut). Només a contracor va acceptar, doncs, el nomenament com a concertino de l'orquestra d'òpera de la cort que va tenir lloc el mateix any. Com a director de l'orquestra de la cort des de 1877, Hellmesberger no va ser tan important en el protagonisme artístic.
compositor

El polifacètic Hellmesberger mai va tenir l'ambició de brillar com a compositor, una gran part de les seves obres estaven destinades a la docència de totes maneres. Tot i això, les transcripcions i arranjaments individuals, així com les obres de música de corda, van tenir una bona acollida. Pel que sembla, també va canviar repetidament algunes de les obres que s'havien d'interpretar, cosa que no era una pràctica inusual en aquells moments:
| « | "Els esforços d'Hellmesberger cap a l'obra de Schubert ja no tindrien la nostra aprovació avui: va oferir les composicions de Schubert amb retalls dràstics i amb passatges que van ser interpolats a partir d'altres quartets eren." | » |

;humorista 
A més de les seves qualitats musicals, les seves qualitats personals també han passat a la història, ja que estava dotat d'un humor i enginy llegendari. Al cap i a la fi, dues publicacions estan dedicades als seus millors acudits i anècdotes fetes per ell i amb ell, l'última (1947) molt després de la seva mort. Un dels seus últims desitjos, segons el qual no s'ha de fer ni cantar música al seu funeral, també pot servir com a prova d'aquest tret de caràcter. Això per motius:
| « | "He hagut de fer i escoltar música tant a la meva vida que tinc dret a un funeral no musical". | » |

Joseph Hellmesberger Sr. va posar la seva força artística i pedagògica al servei de la vida musical vienesa durant més de 40 anys i també va tenir un paper decisiu en la seva conformació, sobretot a través de l'acumulació de diverses funcions. Com a segon membre de la "dinastia Hellmesberger" va arribar al seu zenit, però els seus fills Joseph jun. i Ferdinand són actius i reeixits en un ampli ventall de camps musicals.